# 奥西普·扎德金
奥西普·扎德金（法語：Ossip Zadkine；1967年11月25日—），白俄罗斯裔法国画家、雕塑家。扎德金被认为是最伟大的立体主义雕塑家之一，其艺术作品跨越半个世纪，包括四百多件雕塑、数千幅素描、水彩画和水粉画、版画、书籍插图和挂毯画。

## 图集

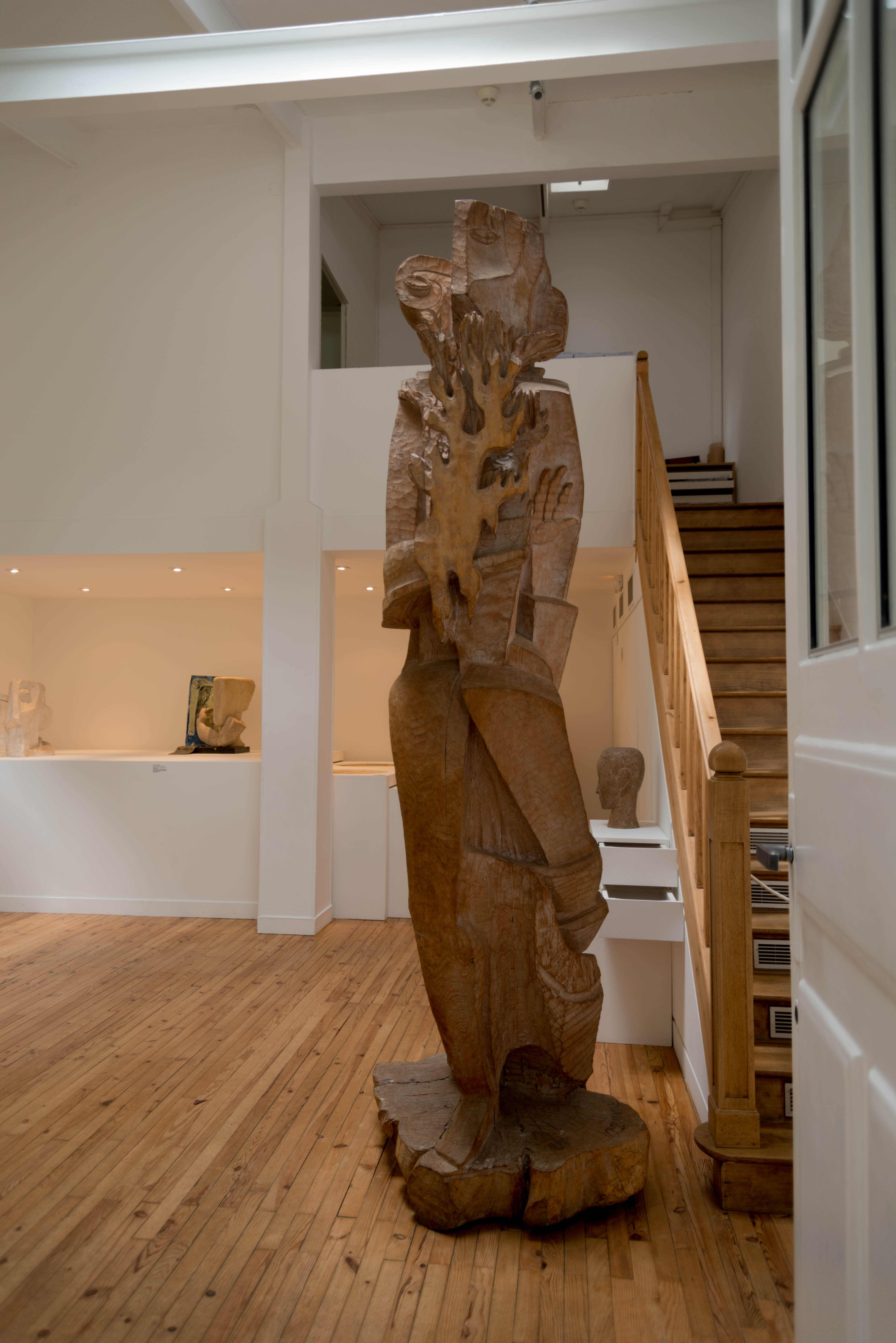
《普罗米修斯》，约1930年–1940年，木雕
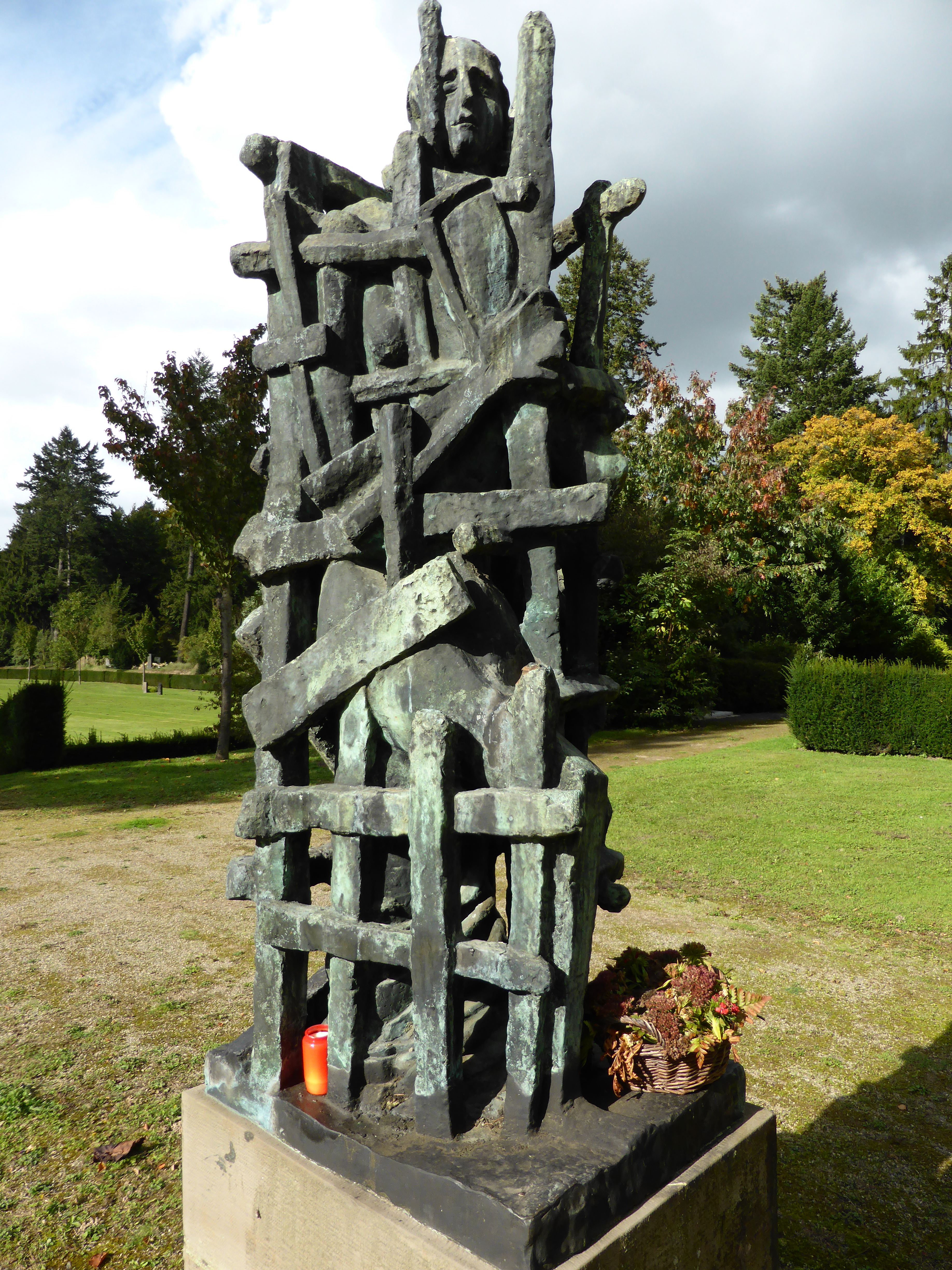
《囚徒》，1943年，青铜雕塑
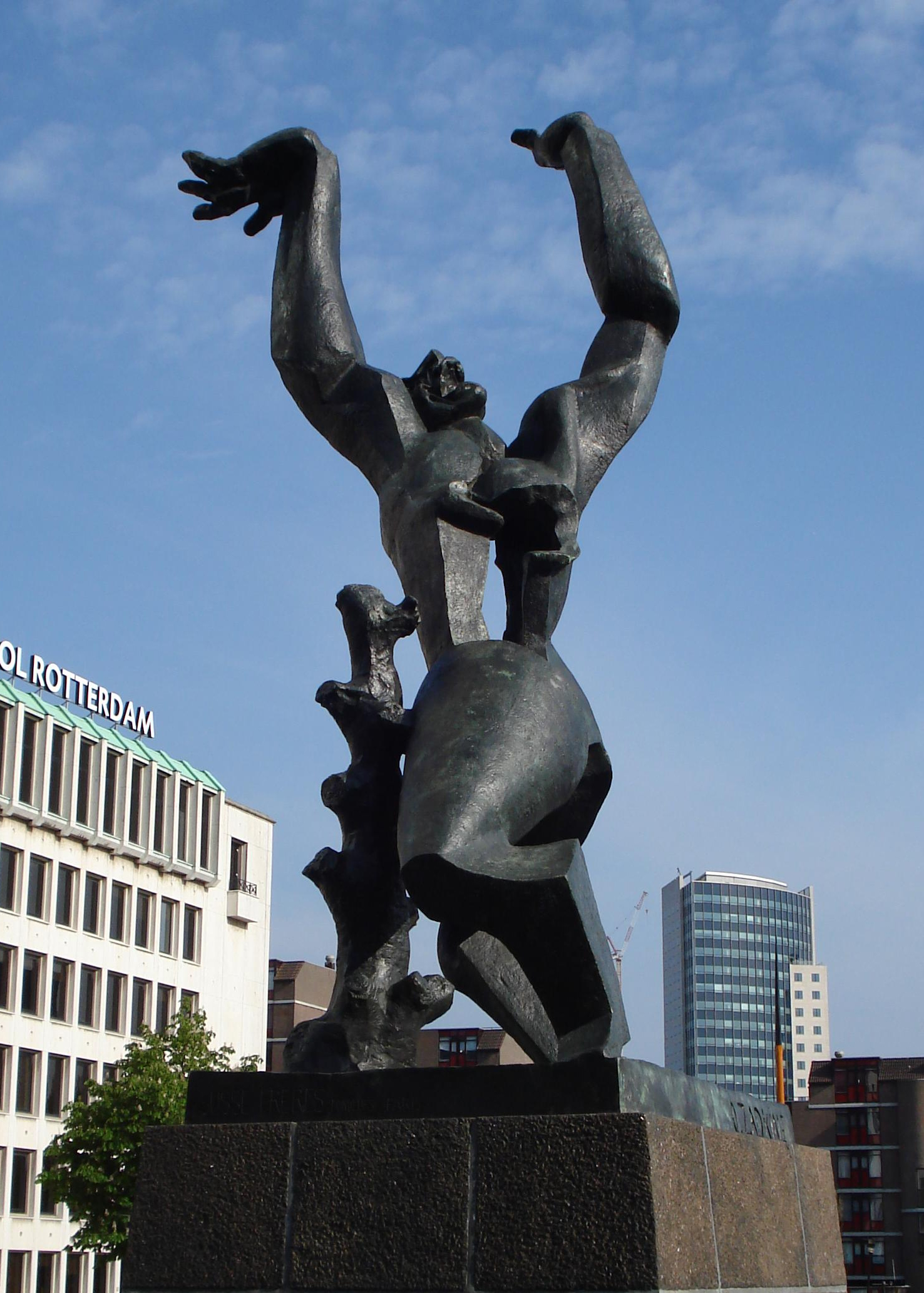
《被摧毁的城市（英语：The Destroyed City）》，1951年–53年，青铜雕塑，荷兰鹿特丹
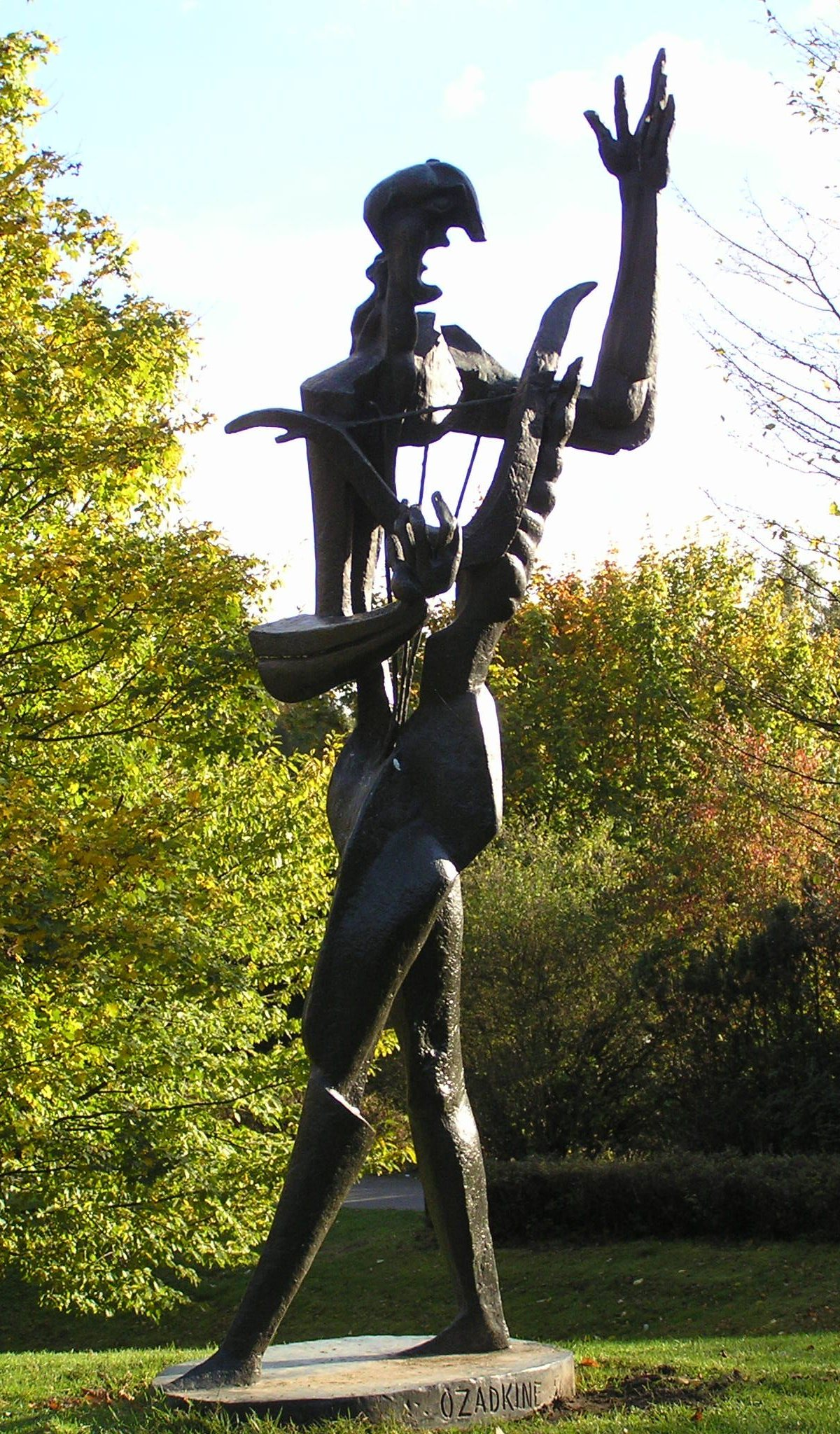
《俄耳甫斯》，1956年，青铜雕塑
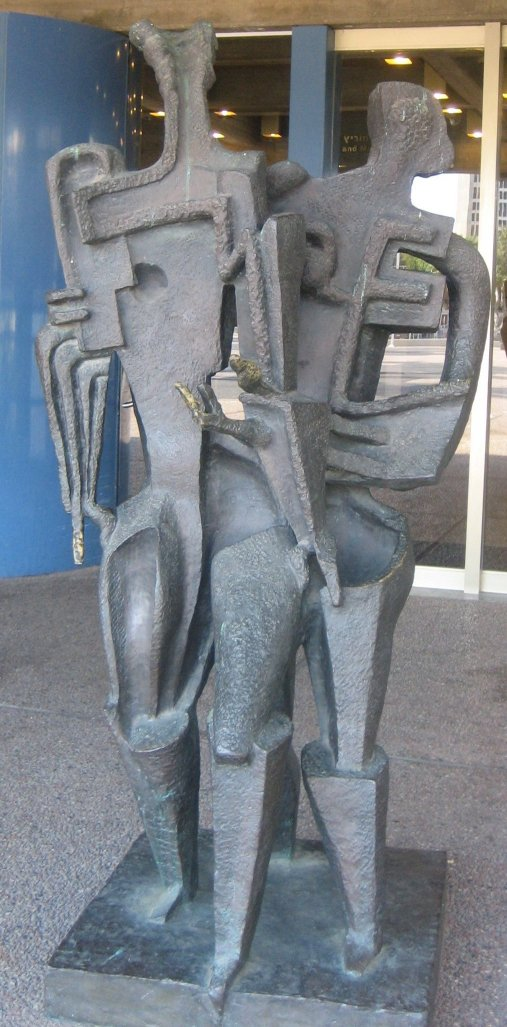
《莲花食者》，1961年–62年，青铜雕塑，今藏于以色列特拉维夫艺术博物馆
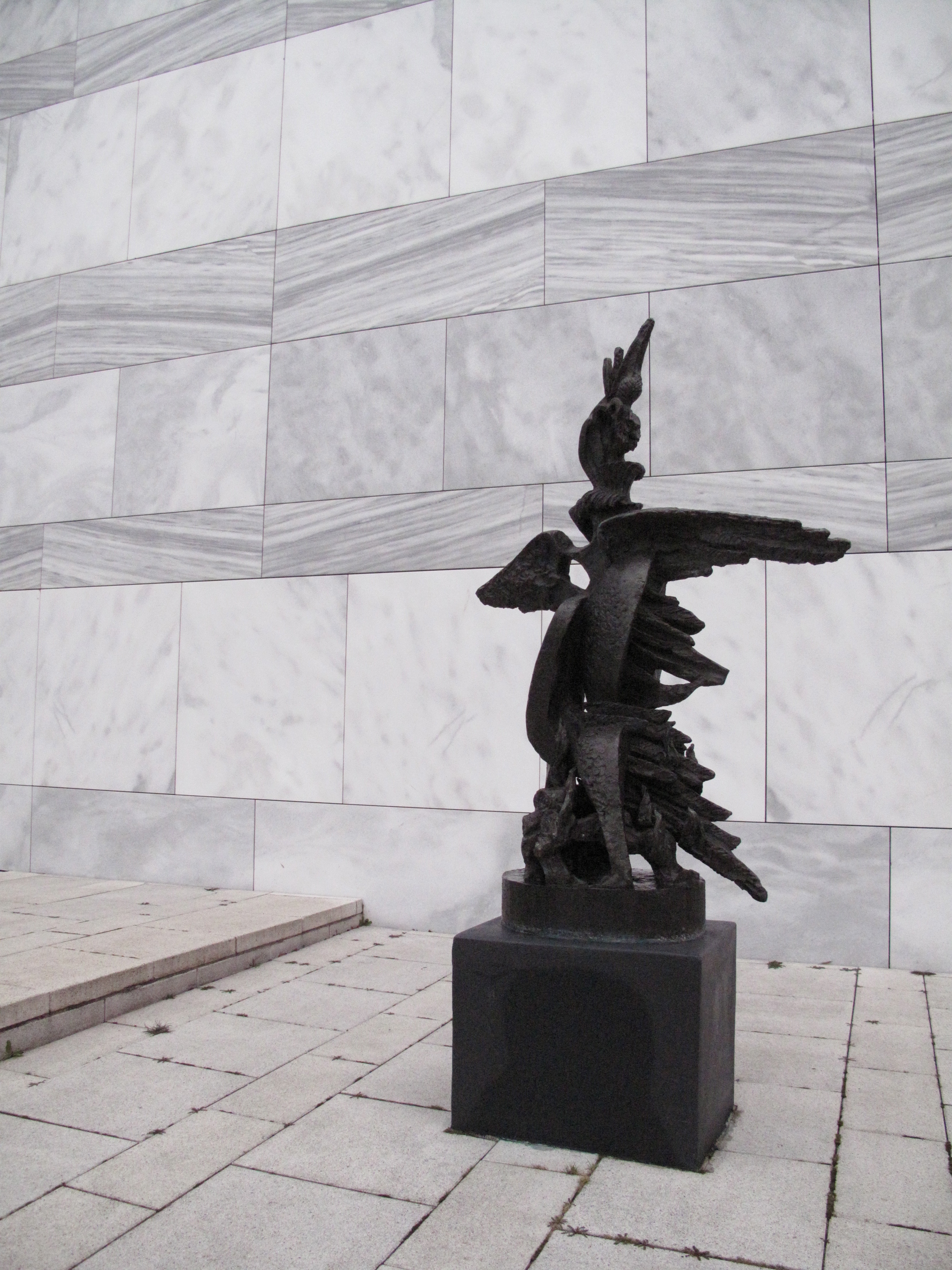
《不死鸟》，1955年，荷兰阿纳姆
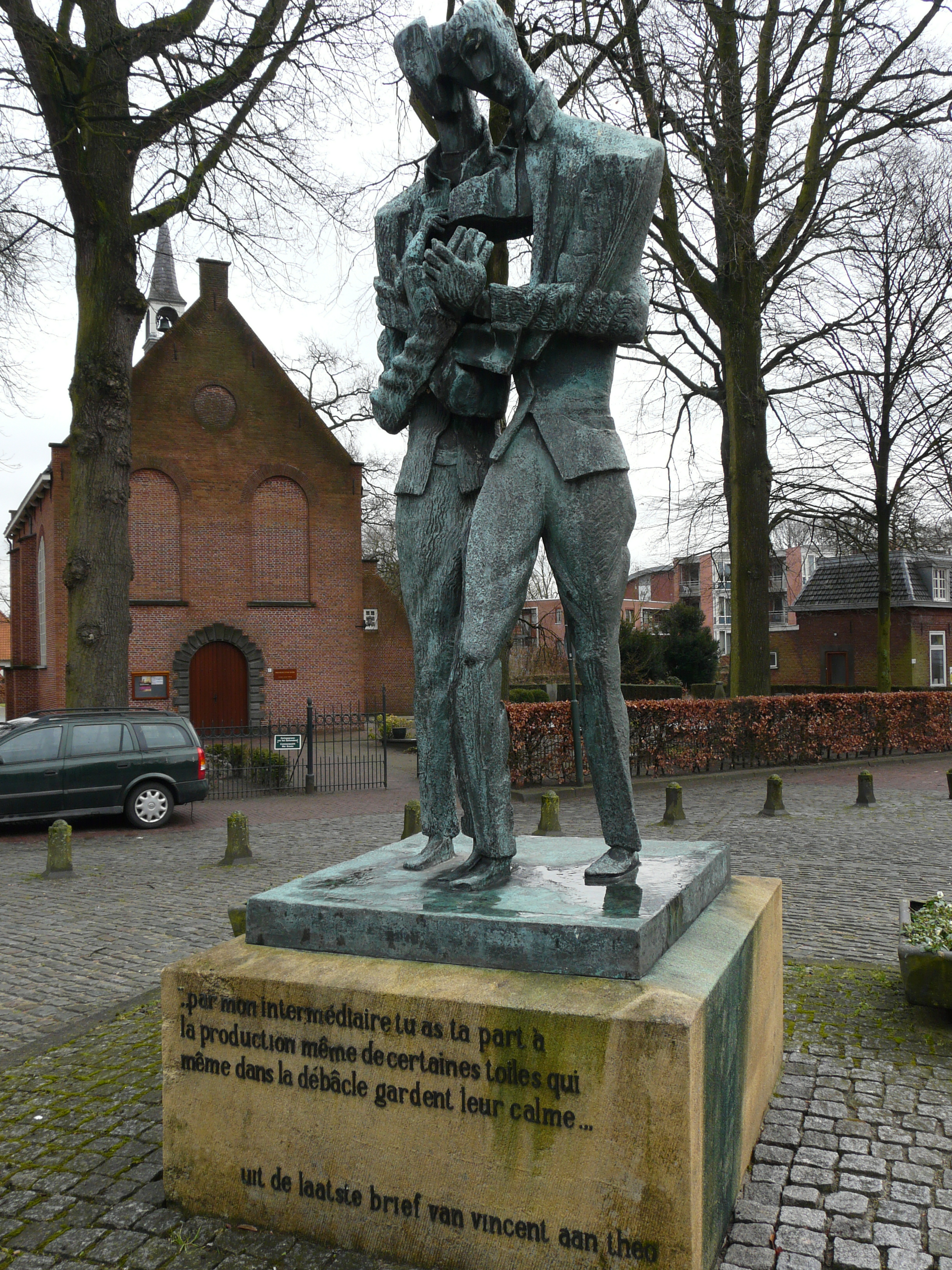
《文森特和特奥·梵高（英语：Statue of Vincent and Theo van Gogh）》，1963年-64年，青铜雕塑，荷兰津德尔特
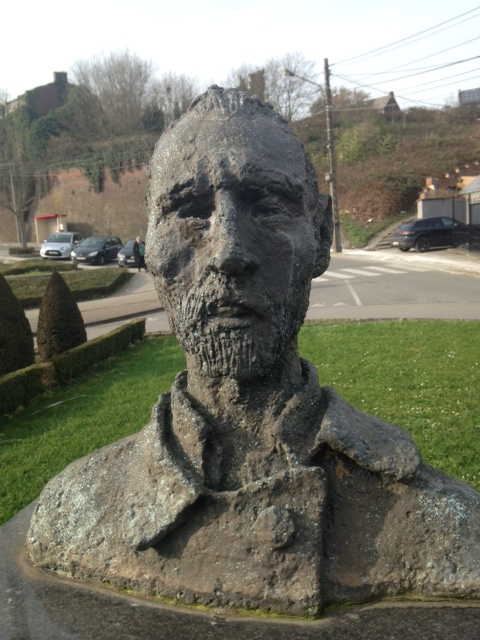
《文森特·梵高半身像》，比利时瓦姆
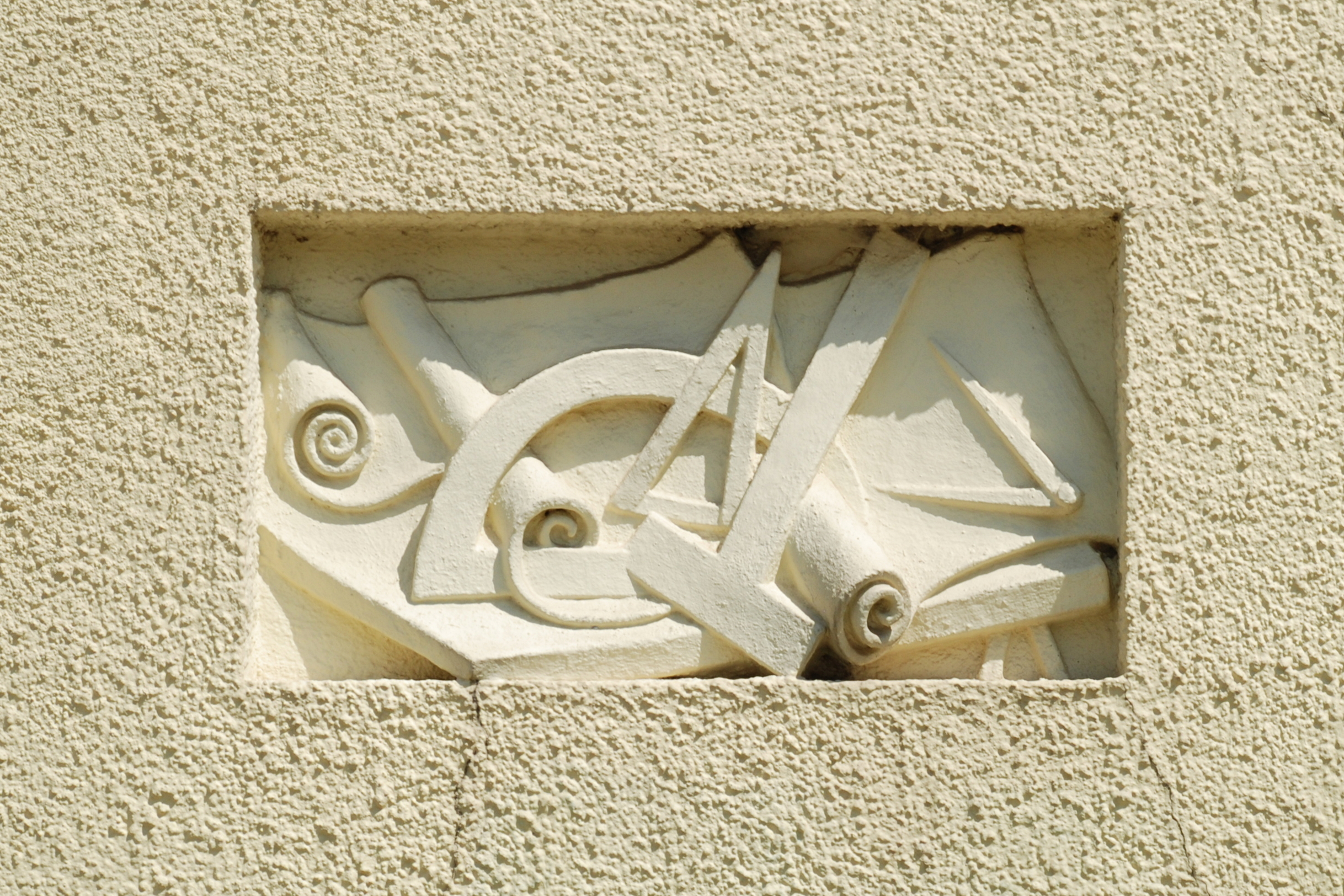
比利时布鲁塞尔布洛姆之家的浅浮雕